# Studio 49
Studio 49 is een in 1949 opgerichte firma en de fabrikant van het Orff instrumentarium, gevestigd te München. Ze bouwt deze muziek-instrumenten volgens aanwijzingen van Carl Orff. De bedrijfsvorm is een GmbH, de Duitse tegenhanger van de Besloten Vennootschap.
Instrumenten die deze fabriek produceert zijn onder andere:
- Klokkenspelen
- Marimba's
- Xylofoons
- Pauken
- Trommels
- Bongo's
- Tamboerijnen